# 八帮乡
八帮乡，是中华人民共和国四川省甘孜藏族自治州德格县下辖的一个乡镇级行政单位。

## 行政区划
八帮乡下辖以下地区：
曲池西村、然青隆村、梅林村、上八坞村、泽池村、下八坞村、色底村、上白卡村和下白卡村。